# Cocorova (okręg Mehedinți)
Cocorova – wieś w Rumunii, w okręgu Mehedinți, w gminie Sisești. W 2011 roku liczyła 393 mieszkańców.